# Рибља чорба (јело)
Рибља чорба је храна направљена комбинацијом рибе или морских плодова са поврћем и темељцем, соком, водом или другом течношћу. Вруће чорбе додатно карактерише кување чврстих састојака рибе и поврћа у течностима у лонцу све док се укуси не издвоје, и  формирајући чорбу. Рибља чорба је омиљено предјело или главно јело љубитеља рибе. Као традиционално јело, спремљено од разних врста рибе, са различитим додацима зависно од региона, она се користи у исхрани сви народа света, од праистоорије до данашњих данас. Тако  је кроз векове настала  традиционалнарибљу чорба код многих народа, напр шпанска бујабес, финска лохикеито са павлаком, италијански чопино, руска уха, српска аласка чорба итд... најчешће направљена од једноставних састојака који су увек при руци свима.

## Опште информације
Слатководна или морска, велика или мала, масна или мршава - свака риба има одређену хранљиву и кулинарску вредност. Риб се може  кувати, пећи у рерни, пржити, па чак и направити кебаб од ње. Али једно од најздравијих и најукуснијих јела је, рибља чорба, која се лако вари, а може се комбиновати  са бројним састојцима, мењајући укус по сопственом нахођењу.
Зато је рибље чорбе од постанка човечанства увек биле цењене, како због укуса, тако и зато што делују окрепљујуће и као такве утичу на наше здравље. Топла чорба је увек одлично предјело, а понекад, када има богат укус и доста рибе, може се послужити и као главно јело. Поврће и други састојци који се додају чорби чине је међу омиљеним  у исхрани, управо због јачине укуса и зато што се може јести топла или хладна.
Рибља чорба у дане поста
Рибља чорба је код православних верника уз пасуљ и рибу спремљену на разне начине сасатвни део божићног, ускршњех и других вишедневних и једноденевних дана (среда и петак) поста. Иако нам је најпознатији православни пост, даноноћни, без масне хране, постоје и друге врсте поста у другим религијама. На пример, муслимани током Рамазана имају делимични пост, само у одређено доба дана; Будисти се уздржавају од хране између поднева и наредног јутра, посебно током младог и пуног месеца, који се сматрају светим данима.

## Главни састојци и припрема
Многи погрешно верују да су рибља чорба и рибља супа једно те исто. У ствари, супа је много шири појам. Кување рибље чорбе захтева поштовање низа правила. На пример, она се састоји традиционално  од одређеног низа састојака - пре свега лук, ловоров лист, шаргарепа и рибље главе. Чорба се може обогатити готово било којим поврћем, плодовима мора и зачинима.
У припреми рибље чорбе треба се придржавати индивидуалним преференцијама. Чорба направљене од  беле рибе (бакалар, штука, ивер) сматрају се најцењенијим, мада последњих година рецепти за рибље чорбе од лососа добијају не мање популарност, последње су посебно добре у комбинацији са морском храном и кавијаром.
Риба за чорбу може се засебно скувати или исећи на ситне комаде и ослободити од коштаног система. Ако сте ипак кува са костима, несме се прекувати јер ће се у противном распасти и све кости садржане у њој слободно ће пливати у чорби,“, једноставно речено, јело ће бити пуно рибљих костију.  
Пре него што се почне се  припремом укусне рибље чорбу, обавезно проверите свежину главног састојка. То се може урадити погледом на шкрге и процените њихову боју. Ако су црвене боје, производ је свеж. Тамна или било која друга боја указује на оштећење рибе. Такав производ се не препоручује за конзумацију.
Рибља чорба може се кувати од готово било које рибе.  Ако кува смрзнуту рибу, треба је спустити само у хладну воду, јер ће у супротном изгубити укус и постати потпуно неукусна;
Да би се побољшао укус, у чорбу се може  додати неколико врста рибе, и морских плодова,  што ће чорби дати интензивнији укус.

## Врсте
| Назив                       | Слика | Главни састојци              | Опис |
| --------------------------- | ----- | ---------------------------- | --- |
| Аљота                       |       | риба                         | Малтешка рибља чорба са пуно белог лука, зачинског биља и парадајза. |
| Бергенска чорба од рибе     |       | риба                         | Густа крем чорба од беле рибе и разног поврћа. Пореклом из Норвешке. |
| Bourride                    |       | fish                         | Француски паприкаш или чорба на бази беле рибе (грдобина) са кремом и лимуном, са додатком уља |
| Bouillabaisse               |       | риба и шкољке                | Француско вариво од рибе или чорба на бази рибе и шкољки, али не садрже ни крему ни лимун |
| Cantonese seafood soup      |       | риба                         | Густа супа од морских плодова врло глатке текстуре, обично беличасте боје и мало прозирна. |
| Чорба од шарана             |       | риба                         | Чорба од шаранове главе и изнутрица, лука и поврћа. Део традиционалне чешка кухиње за Бадње вече. |
| Cioppino                    |       | риба, шкољке                 | (Италијанско-америчка) рибља чорба са парадајзом и разноврсном рибом и шкољкама |
| Cullen skink                |       | димљена риба                 | Традиционална рибља чорба из Шкотске. Направљено од димљене рибе врхња, кромпира, лука и кајмака. |
| Pulmay (Curanto en olla)    |       | морски плодови               | Чилеанска супа од морских плодова са крмпиром,кобасицама пилетином и димљеним ребарима. Обично се кува у белом вину и једе са прилогом. |
| Dashi                       |       | рибљи темељац                | Јапанска супа од рибљег темељца, са сезонским поврћем. |
| Fanesca                     |       | риба                         | Традиционална супа од бакалара из Еквадора |
| Fisherman's soup            |       | риба                         | Мађарска зачињена супа од речне рибе са пуно љуте паприке |
| Fufu и Egusi s              |       | риба, месо, поврће           | Традиционална супа из Нигерије направљена од поврћа, меса, рибе и куглица млевеног семена диње |
| Herring soup                |       | димљена риба                 | Густа чорба направљена од јечма и димљена харинге |
| Lohikeitto                  |       | риба и поврће                | Финска чорба направљена од лососа, кромпира и друго коренасто поврће (као што је целер, шаргарепа, лук), кајмака и капра |
| Mohinga                     |       | риба                         | Традиционална бурманска рибља чорба направљена од уситњеног препрженог пиринча, белог лука , црног лука, лимунске траве, стабљике банане, ђумбирира, рибље пасте, соја соса и сомовине. Служи се са пиринчем. |
| Pindang                     |       | риба                         | индонежанска чорба са зачинима киселог укуса |
| Psarosoupa                  |       | риба, поврће. пиринач        | Грчка чорба од рибе у којој се користи традиционални сос од уља и лимуна, поврће, пиринач и морска риба |
| Sliced fish soup            |       | риба и поврће                | Јело из Сингапура са рибом, козицама и поврћем |
| Sour soup                   |       | риба, пиринач, поврће, ананс | Вијетнамско јело направљено од пиринча, рибе, разног поврћа и у неким случајевима и ананаса. |
| Уха                         |       | риба, поврће,                | Руска чорба од бакалара или лососа, поврћа, и зачина |
| Waterzooi                   |       | риба                         | Белгијска рибља чорба |
| Stock                       |       | риба                         | Основа за многе рибље чорбе и сосове. На Западу се обично прави са рибљим костима и рибљом главом и фино исецканим луком и кува 30–45 минута. У Јапану се рибљи фонд прави од рибе која се пржила и кувала неколико сати, стварајући белу млечну чорбу. Концентровани рибљи фонд назива се „рибљи фумет“. Дехидриране залихе могу се формирати у мале коцкице (брикете) |
| Lobster bisque              |       | јастог                       | |
| Crab bisque                 |       | јастог                       | |
| Крем од ракова              |       | јастог                       | |
| Lobster stew                |       | јастог                       | Крем чорба са комадима јастога |
| Чорба од шкампа             |       | риба                         | |
| New England clam chowder    |       | chowder                      | Направљено од кромпира и кајмака |
| Manhattan clam chowder      |       | морски плодови               | Направљено на бази парадајза |
| Марилендска чорба од ракова |       | морски плодови               | Чорба од поврћа, плавих ракова и зачина, у парадајзу |
| Чорба од крабе              |       | чорба                        | Кремаста чорба из Чарлстон, Јужна Каролина, кремаста супа од меса плаве крабе и икре ракова. Супа краба је рак супа сличан чорба направљен са месом на плавог рака. Служи се топла и има своју сезону, средином зиме. |

## Рецептуре

### Медитеранска рибља чорба
Због разноликости поврћа у комбинацији са белом рибом, ова чорба је не само укусна, већ је и јако здрава, и могу је користити особе на дијети јер има релативно мало масноће и калорија.
Састојци
- један килограм било које рибе (беле)
- 100 гр. пиринач
- три средња парадајеза
- веза першуна
- 6 режња белог лука (зависно од укуса)
- ловоров лист, бибер (млевени црни)
- свежа паприка - 1 ком.
- кашика слатке млевене паприке
- 50 гр. маслиновог уља
- три литра воде
- морска со по укусу.

Припрема
- Сипати  воду у лончић, у њу ставити ситно сецкани лук, три листа ловора, једну паприку и бибер, и све то кувати до врења.
- Рибу опрати, уклонити реп и пераје, и исећи на велике комаде.
- Ситно насецкати зеље и три режња белог лука.
- Извадимо паприку из лонца (након пет до десет минута кључања), и бацити.
- Комаде беле рибе, зачинског биља и белог лука убацити у кипућу воду.
- Преостале две главице лука сесецкати, пржити на маслиновом уљу, након што се испрже, додати сецкани бели лук и пржити још 2-3 минута.
- Затим нарезати парадајз, претходно уклоните кожицу (помоћу кипуће воде),
- Поврће наставити са динстањем пет минута, након чега додати слатку млевену паприку.
- Ставит упржено поврће у рибљу чорбу (риба треба бити мало влажна).
- На крају у чорбу додати потребну количину округлог пиринча и кувати на на лаганој ватри око 20 минута

### Рибља чорба од морских плодова
Ово јело се састоји од скоро свих морских становника., а једе се уз додатак куваног кромпира. 
Састојци
- два огуљена парадајза
- једна бугарска паприка (жута)
- једна гклавица црнох лук
- пар режњева белог лука
- 150 гр. огуљених козица
- једну или две шаке шкољки
- 100 гр. прстенова лигње
- 300 гр. филеа од беле рибе
- зачини: црвена сува паприка, пет грашка црног бибера, неколико листа ловора, шафран, морска со по укусу
- литар воде
- два велика кромпира

Припрема
Ољуштени лук исецкати са белим луком и пржити на уљу. Након три минута додати млевену паприку, сецкану свежу паприку, огуљен парадајез и динстати док се паприка не скува. 
Затим масу самлети у блендеру и поново сипати у шерпу, у коју улити литар воде, и ставити морске плодове  заједно са сецканим рибљим филеима. Помиешајти, кувати на лаганој ватри неколико минута док риба није спремна (пазите да се не прекува, а морски плодови не постану гумени).
Паралелно, у другом лонцу скувати кромпир на коцкице. Након што постане мекан, ставите садржај у посуду са чорбом.
Кад супа прокува, додаје се шафран и ловоров лист, и након два минута уклоните посуду са рингле.